# Karpowo
Karpowo (niem. Kerpen) – wieś w Polsce położona w województwie warmińsko-mazurskim, w powiecie iławskim, w gminie Zalewo.
W latach 1975–1998 miejscowość administracyjnie należała do województwa olsztyńskiego.
Wieś wzmiankowana w dokumentach z roku 1286, jako wieś pruska na 9 włókach. Pierwotna nazwa Kerpow najprawdopodobniej wywodzi się z języka pruskiego (w litewskim "krepe" oznacza mech). W roku 1782 we wsi odnotowano 11 domów (dymów), natomiast w 1858 w 17 gospodarstwach domowych było 184 mieszkańców. W latach 1937–39 było 218 mieszkańców. W roku 1973 jako przysiółek Bagnity należały do powiatu morąskiego, gmina Zalewo, poczta Boreczno.